# Bartolomeo Campora
Bartolomeo Campora (Valenza, 5 luglio 1800 – Valenza, 29 marzo 1872) è stato un politico italiano.

## Biografia
Magistrato, fu Deputato del Regno di Sardegna nella I legislatura, eletto nel collegio di Valenza.